# 1968年メキシコシティーオリンピックのモンゴル選手団
1968年メキシコシティーオリンピックのモンゴル選手団（1968ねんメキシコシティーオリンピックのモンゴルせんしゅだん）は、1968年10月12日から10月27日にかけてメキシコの首都メキシコシティーで開催された1968年メキシコシティーオリンピックのモンゴル選手団、およびその競技結果。

## 概要
今大会は銀メダル1個、銅メダル3個の合計4個のメダルを獲得した。
レスリング男子フリースタイル87kg級でジグジドゥ・ムンフバトが銀メダルを獲得、モンゴルにオリンピック初メダルをもたらした
。

## メダル
| メダル | 選手名                 | 競技       | 種目                     |
| ------ | ---------------------- | ---------- | ------------------------ |
| 銀     | ジグジドゥ・ムンフバト | レスリング | 男子フリースタイル87kg級 |